# Elmadi Jabrailov
Elmadi Jabrailov, född den 6 september 1965, är en kazakisk brottare som tog OS-silver i mellanviktsbrottning i fristilsklassen 1992 i Barcelona. 